# Von
Na língua alemã, von /fɔn/ é uma preposição indicando origem ou filiação. Em português traduz como "a" ou "de".
Quando utilizado como parte do sobrenome, sinaliza nobreza, assim como o "de" e "d" no francês, apesar de existirem exceções em ambas a línguas.
Em alguns períodos históricos e regiões alemãs, era ilegal a todos não membros da nobreza a utilização do von antes do sobrenome. No entanto, no norte da Alemanha e na Suíça a partícula "von" é ainda comum em sobrenomes e amplamente utilizada por plebeus, enquanto que na Idade Média esta era a prática comum em todas as áreas falantes da língua alemã. Desta forma:"Hans von Duisburg" quer dizer Hans de (a cidade de) Duisburg. O van do holandês, que é cognato do von mas não indica nobreza, preserva este significado.
No Brasil, com o passar do tempo ou por falhas cartorárias no início da imigração, deixou-se de acrescentar a partícula em alguns sobrenomes que originalmente a continham, como por exemplo: von Schmidt, quando alemão, ou van der Schmidt, quando holandês, passou a ser registrado simplesmente como Schmidt; do alemão von Seidel, registrado simplesmente como Seidel e do também holandês van der Lee que passou a ser registrado como Vandelei ou Wanderley, se tornando inclusive nome próprio. 